# Cheshire (Ohio)
Pour les articles homonymes, voir Cheshire.
Cheshire est un village américain situé dans le comté de Gallia, dans l'Ohio. Selon le recensement de 2010, sa population est de 132 habitants.